# هیناماتسوری

هیناماتسوری (به ژاپنی: 雛祭り Hinamatsuri) یا جشن عروسک‌ها یا جشن دختران یکی از جشن‌های رایج در کشور ژاپن است که به شکرگزاری رشد و سلامتی دختران اختصاص دارد. این جشن هر ساله در روز سوم ماه مارس سومین ماه میلادی برگزار می‌شود.
در این جشن سَکویی با یک پارچه قرمز پوشانده می‌شود تا مجموعه‌ای از عروسک‌های زینتی (به ژاپنی: 雛人形 hina-ningyō?) به نمایندگی از امپراتور، ملکه، مسئولان و نوازندگان در لباس سنتی دربار دوره هی‌آن به نمایش گذاشته شود.

## پیشینه هیناماتسوری
در زمان‌های قدیم مردم ژاپن اعتقاد داشتند که عروسک‌ها دارای قدرت ارواح پلید هستند. هیناماتسوری ریشه در یک مراسم قدیمی‌تر ژاپن به نام شناور کردن عروسک‌ها یا هیناناگاشی (雛流し, doll floating) دارد. در دوره هی‌آن (سال‌های ۷۹۴ تا ۱۱۸۵ میلادی) عروسک‌های کاغذی بر روی قایق گذاشته شده و این قایق بر روی رودخانه‌ها شناور می‌شد تا به دریا برسد، ظاهراً بدین روش مردم خود را از شر بلاهای ارواح بد حفاظت می‌کردند. به علت گیر کردن عروسک‌ها در تور ماهیگیری و دیگر مشکلاتی که این رسم برای ماهیگیران به وجود آورد. بین مردم رسم شد که عروسک‌ها را در دریا شناور کنند و پس از پایان مراسم و رفتن تماشاگران، قایق‌هایی که عروسک‌ها در آن قرار داشتند، از آب خارج می‌شد و در معابد عروسک‌ها سوزانده می‌شد.
در دوره ادو بین عروسک دختربچگان و عروسکان تزئینی و مراسم آیینی پیوند برقرار شد و رسم چیدن عروسک‌ها جهت تزئین در ماه مارس در تمام کشور رواج پیدا کرد و روز برگزاری این جشن در ژاپن تعطیل عمومی اعلام شد. به تدریج عروسک‌های این جشن در بین فهرست کالاهای جهیزیه عروسان اشراف وارد شد و همین به رونق بیشتر عروسک‌سازی و ساختن عروسک‌های لوکس منجر شد. در دوره میجی تعطیلی روز هیناماتسوری منسوخ شد.
در سال ۲۰۱۶ در این روز گوگل به این مناسبت گوگل دودل را تغییر داد.

## چیدن عروسک‌ها جشن هیناماتسوری

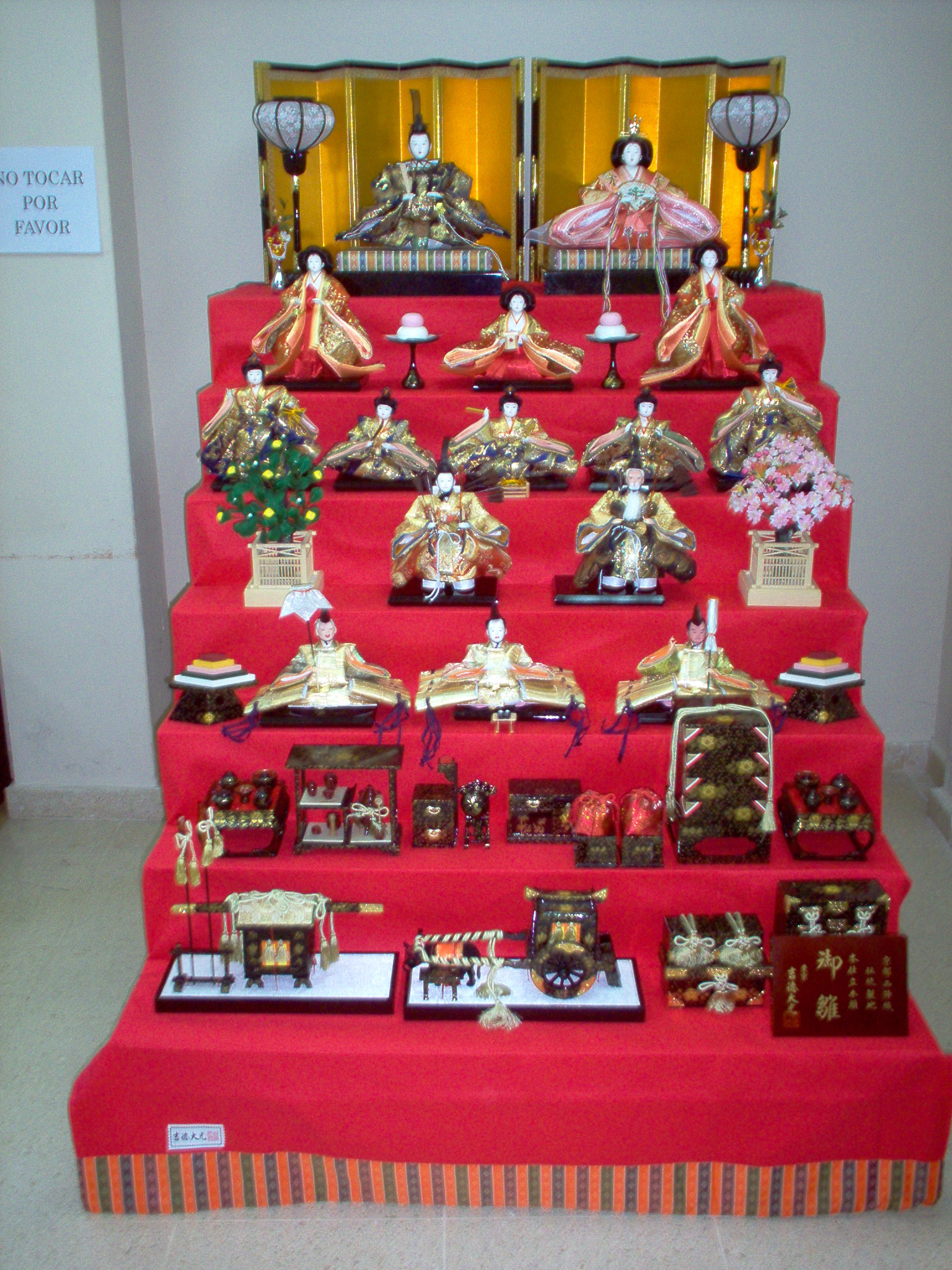
هیناماتسوری.

عروسک‌های مخصوص این جشن هینا نینگیو (雛人形, hina-ningyō) نامیده می‌شوند که به ترتیبی مخصوص بر روی جایگاهی پلکان مانند بنام هینادان (雛壇 ,hina dan) قرار می‌گیرد. هینادان با فرشی قرمز رنگ پوشانده می‌شود.
- در ردیف نخست دو عروسک نمادی از تننو (امپراتور ژاپن) و کوگو ملکه ژاپن.
- در ردیف دوم سه خدمتگزار زن قصر
- در ردیف سوم پنج نوازنده به همراه آلات موسیقی ویژه
- در ردیف چهارم وزیر چپ و وزیر راست.
- در ردیف پنجم خدمه هر سه عروسک یک دست محسوب می‌شوند.

بر حسب شرکت سازنده سه ردیف دیگر نیز ممکن است اضافه شود.
- در ردیف ششم به بعد انواع مبلمان، ابزارها، واگن‌های حمل، ارابه در شکل مینیاتوری قرار داده می‌شوند.